# Oton Bajde
Oton Bajde, slovenski violončelist in glasbeni pedagog, * 20. januar 1906, Zadar, † 22. april 1993, Ljubljana.
Študij violončela je končal 1933 na ljubljanskem glasbenem konservatoriju. Kot glasbeni učitelj je služboval na osnovni šoli v Mariboru, gimnaziji v Ljubljani in šoli Glasbene matice v Mariboru, tu je bil od 1938 tudi ravnatelj. Po koncu vojne je do leta 1962 vodil glasbeno šolo v Mariboru, nato je od 1966 kot redni profesor poučeval na Akademiji za glasbo v Ljubljani. Kot solist in komorni violončelist je bil pred 2. svetovno vojno ena vodilnih glasbenih osebnosti na Slovenskem; nastopal je v klavirskem triu, Ljubljanskem godalnem kvartetu ter koncertiral doma in v tujini. Kot pedagog je na Akademiji za glasbo vzgojil vrsto odličnih slovenskih violončelistov.